# مسجد العدوي
جامع العدوي (1283هجرية) هو أحد المساجد التي أُنشأت في عصر محمد علي في مصر، يقع بعطفة الشنواني المتفرعة من شارع السكة الجديدة بجوار المشهد الحسيني في القاهرة.

## وصفه
يحتوي على ضريح الشيخ حسن العدوي وبجواره ضريح الشيخ الشنواني.

## روابط خارجية
- آثار القاهرة الإسلامية نسخة محفوظة 31 مايو 2014 على موقع واي باك مشين.